# 直立百部
直立百部（学名：Stemona sessilifolia）是百部科百部属的植物。分布于日本以及中国大陆的江西、江苏、河南、浙江、安徽、山东等地，常生长在林下，目前尚未由人工引种栽培。

## 外部連結
- 直立百部 Zhilibaibu （页面存档备份，存于） 藥用植物圖像數據庫 (香港浸會大學中醫藥學院) （中文）（英文）
- 百部 Baibu （页面存档备份，存于） 中藥材圖像數據庫 (香港浸會大學中醫藥學院)